# Serdar Taşçı
Serdar Taşçı (n. 24 aprilie 1987, Esslingen am Neckar, Germania de Vest) este un fotbalist german care joacă pe post de fundaș la clubul rus Spartak Moscova.

## Biografie
Serdar Taşçı s-a născut în Esslingen, Baden-Württemberg, Germania, din părinți turci originari din Artvin, Turcia. A început să practice fotbalul la vârsta de șase ani, jucând pentru echipa de copii a clubului SC Altbach.

## Palmares
VfB Stuttgart
- Bundesliga: 2006–07[3]